# 紗川理帆
紗川 理帆（さがわ りほ、1979年9月21日 - ）は日本の元タレント。主にキャンペーンガール、グラビアアイドルとして活動。

## 来歴・人物
愛知県知多郡南知多町出身。愛知学院大学在学中に、地元モデル事務所セントラルジャパンにスカウトされ、2001年度の東洋紡及びサッポロビールのキャンペーンガールに同時に選出され、身長172cmに大きい胸という特徴もあって「藤原紀香二世」とも呼ばれ、注目を浴びる。
しかし2002年、太陽石油のキャンペーンガールを務めている最中に、いわゆる「お宝雑誌」にデビュー前の写真が掲載されたことから、所属事務所の謹慎処分を受け、そのまま同年限りで芸能界を引退。

## 出版

### 写真集
- Half Wet（2001年、ソニー・マガジンズ）ISBN 4789716651 撮影：渡辺達生

### ビデオ・DVD
- Memorial（2001年5月、TDKコア）
- FOREST（2001年11月21日[2]、ポニーキャニオン）